# Philips van der Aa
Pour les articles homonymes, voir Van der Aa.
Philips van der Aa, né au XVIe siècle à Malines et mort après 1586, est un juriste et un homme d'État pendant la lutte des Pays-Bas pour l'indépendance dans la guerre de Quatre-Vingts Ans.

## Biographie
Philips van der Aa est le fils de Floris van der Aa, seigneur de Schiplaecken, et de Margaretha t'Serclaes. Neveu d'Adolf van der Aa, il épouse Petronella van der Dilft (nièce de Frans vander Dilft).
Il est né à Malines, et a été maire de la ville en 1564 ; il en est banni après la prise de la ville par le duc d'Albe. Il revient au côté de Guillaume Ier d'Orange-Nassau. En 1572, il revient au pouvoir à Malines par la ruse. En 1573, il est nommé conseiller à la cour de Diederik Sonoy, et en 1574 commandant à Gorinchem.